# 牧港篤三
牧港篤三（まきみなと とくぞう、1912年9月20日 - 2004年4月14日）は、沖縄の新聞記者、平和運動家、詩人。
沖縄県出身。1926年沖縄朝日新聞入社。48年『沖縄タイムス』の創刊に参加、のち専務。83年米国公文書館所蔵の沖縄戦記録フィルムを買い取り、上映をする「沖縄戦記録フィルム1フィート運動の会」を結成（2004年吉川英治文化賞）、のち代表。

## 著書
- 『沖縄精神風景 日本とアメリカの谷間で』 弘文堂、フロンティア・ブックス、1965
- 『無償の時代 牧港篤三全詩集』 共同印刷出版社、1971
- 『沖縄自身との対話・徳田球一伝』 沖縄タイムス社 タイムス選書、1980
- 『沖縄の悲哭』詩 儀間比呂志画、集英社、1982
- 『幻想の街・那覇』 新宿書房 1986
- 『沖繩人物シネマ 会った人、すれちがった人』 ボーダーインク、2004

共著
- 『鉄の暴風 現地人による沖縄戦記』太田良博共著、沖縄タイムス社編著、朝日新聞社、1950

## 参考
- コトバンク